# العلاقات الإسرائيلية الكازاخستانية
العلاقات الإسرائيلية الكازاخستانية هي العلاقات الثنائية التي تجمع بين إسرائيل وكازاخستان.

## مقارنة بين البلدين
هذه مقارنة عامة ومرجعية للدولتين:
| وجه المقارنة                                              | إسرائيل                                                             | كازاخستان                      |
| --------------------------------------------------------- | ------------------------------------------------------------------- | ------------------------------ |
| المساحة (كم2)                                             | 20.77 ألف                                                           | 2.72 مليون                     |
| عدد السكان (نسمة)                                         | 8.89 مليون                                                          | 17.95 مليون                    |
| الكثافة السكانية (ن./كم²)                                 | 428.02                                                              | 6.6                            |
| العاصمة                                                   | القدس                                                               | نور سلطان                      |
| اللغة الرسمية                                             | اللغة العبرية، اللغة العربية                                        | اللغة القازاقية، اللغة الروسية |
| العملة                                                    | شيكل إسرائيلي جديد، شيكل إسرائيلي قديم، جنيه فلسطيني، جنيه إسرائيلي | تينغ كازاخستاني                |
| الناتج المحلي الإجمالي (بليون دولار)                      | 350.85 مليار                                                        | 159.41 مليار                   |
| الناتج المحلي الإجمالي (تعادل القوة الشرائية) بليون دولار | 306.51 مليار                                                        | 439.39 مليار                   |
| الناتج المحلي الإجمالي الاسمي للفرد دولار أمريكي          | 35.73 ألف                                                           | 10.51 ألف                      |
| الناتج المحلي الإجمالي للفرد دولار أمريكي                 | 36.58 ألف                                                           | 24.23 ألف                      |
| مؤشر التنمية البشرية                                      | 0.899                                                               | 0.788                          |
| رمز المكالمات الدولي                                      | +972                                                                | +7                             |
| رمز الإنترنت                                              | .il                                                                 | .kz، .қаз ‏                     |
| المنطقة الزمنية                                           | توقيت إسرائيل، Israel Summer Time ‏                                  | ت ع م+05:00، ت ع م+06:00       |

## مدن متوأمة
في ما يلي قائمة باتفاقيات التوأمة بين مدن إسرائيلية وكازاخستانية:
- ترتبط يوكنعام مع أوسكمان باتفاقية توأمة.
- ترتبط أسدود مع أتيراو باتفاقية توأمة منذ 13 سبتمبر 2011.[19][19][20][21]
- ترتبط تل أبيب مع ألماتي باتفاقية توأمة منذ 1980.[22][22][22][22]

## منظمات دولية مشتركة
يشترك البلدان في عضوية مجموعة من المنظمات الدولية، منها:
| علم المنظمة | اسم المنظمة                               | تاريخ انضمام إسرائيل | تاريخ انضمام كازاخستان |
| ----------- | ----------------------------------------- | -------------------- | ---------------------- |
|             | مؤسسة التنمية الدولية                     | 22 ديسمبر 1960       | 23 يوليو 1992          |
|             | الأمم المتحدة                             | 11 مايو 1949         | 2 مارس 1992            |
|             | منظمة الشرطة الجنائية الدولية             | ?                    | ?                      |
|             | المركز الدولي لتسوية المنازعات الاستشارية | 22 يوليو 1983        | 21 أكتوبر 2000         |
|             | الاتحاد الدولي للاتصالات                  | 24 يونيو 1948        | 23 فبراير 1993         |
|             | الفريق المعني برصد الأرض                  | ?                    | ?                      |
|             | البنك الدولي للإنشاء والتعمير             | 12 يوليو 1954        | 23 يوليو 1992          |
|             | الاتحاد البريدي العالمي                   | ?                    | ?                      |
|             | مؤسسة التمويل الدولية                     | 26 سبتمبر 1956       | 30 سبتمبر 1993         |
|             | وكالة ضمان الاستثمار متعدد الأطراف        | 21 مايو 1992         | 12 أغسطس 1993          |
|             | يونسكو                                    | 16 سبتمبر 1949       | 22 مايو 1992           |

## وصلات خارجية
- موقع وزارة الخارجية الإسرائيلية
- موقع وزارة الخارجية الكازاخستانية